# Birgitta Dahl
Birgitta Dahl (ur. 20 września 1937 w Råda socken w Västergötland, zm. 26 listopada 2024) – szwedzka polityk, działaczka Szwedzkiej Socjaldemokratycznej Partii Robotniczej, parlamentarzystka oraz minister, od 1994 do 2002 przewodnicząca Riksdagu.

## Życiorys
Kształciła się na Uniwersytecie w Uppsali, gdzie studiowała skandynawistykę, historię i nauki polityczne. W latach 1960–1964 pracowała jako nauczycielka, następnie na różnych stanowiskach administracyjnych w Uppsali.
Zaangażowała się w działalność polityczną w ramach Szwedzkiej Socjaldemokratycznej Partii Robotniczej, w latach 1975–1996 wchodziła w skład komitetu wykonawczego tego ugrupowania. W latach 1971–1977 była przewodniczącą Svenska kommittén för Vietnam, szwedzkiego stowarzyszenia wspierającego socjalistyczny Wietnam (później również Laos i Kambodżę). W tym czasie publicznie kwestionowała pojawiające się informacje o zbrodniach reżimu Czerwonych Khmerów w Kambodży, oceniając je jako kłamstwa rozpowszechniane przez wrogów tego kraju. Za swoją postawę oficjalnie przeprosiła w 1997.
W 1969 po raz pierwszy zasiadła w Riksdagu. Reelekcję do szwedzkiego parlamentu uzyskiwała w kolejnych wyborach, wykonując mandat poselski do 2002. W latach 1982–1986 sprawowała urząd ministra energii w rządzie, którym kierował Olof Palme. Następnie u Ingvara Carlssona była ministrem energii i środowiska (1986–1990) oraz ministrem środowiska (1990–1991). W latach 1994–2002 przez dwie kadencje pełniła funkcję przewodniczącej Riksdagu.
Później przewodniczyła m.in. stowarzyszeniu szwedzkich chórów (Sveriges Körförbund) oraz szwedzkiemu oddziałowi UNICEF-u.